# 1969 год в телевидении
Список 1969 год в телевидении описывает события в мире телевидения, произошедшие в 1969 году.

## События
- Январь —
  - 1 января
  - Сдана в эксплуатацию вторая очередь ТТЦ «Останкино».
  - 24 января
  - В прямом эфире транслировались запуски Союз-4 и Союз-5.
- Февраль —
  - 23 февраля — Программа  Здоровье вышла с новой ведущей  Юлией Белянчиковой
- Июнь ---
  - 14 июня --- В эфире Первой программы ЦТ СССР вышел первый выпуск мультфильма Ну, погоди!
  - В эфире первой программы ЦТ СССР выпуск мультфильма Принцесса в горошине (1969)
- Ноябрь —
  - 10 ноября — в эфире крупнейшей американской некоммерческой сети PBS был показан первый выпуск детской телевизионной передачи «Улица Сезам»[1].

## Родились
- 20 января — Максим Поташёв, ТВ-знаток (Что? Где? Когда?, Брэйн-ринг, Своя игра, магистр телеигры Что? Где? Когда?), математик и финансовый аналитик.
- 2 марта — Михаил Пореченков, ТВ-ведущий (Запретная зона, Кулинарный поединок, Битва экстрансенсов) и актёр.
- 20 марта — Дмитрий Жарков, ТВ-знаток (Своя игра) и биолог[2].
- 9 мая — Сергей Дорофеев, ТВ-знаток (Своя игра) и программист (ум. в 2021)[3].
- 5 августа — Наталья Мальцева, ТВ-ведущая (Квартирный вопрос).
- 1 декабря — Дмитрий Марьянов, ТВ-ведущий (Катастрофы недели), (Очевидец. Самое шокирующее) и актёр (ум. в 2017).
- 23 декабря — Пётр Марченко, ТВ-ведущий (Сегодня, Новости).

### Без точных дат
- Эмиль Мадатов, ТВ-знаток (Своя игра) и историк[4].